# Hemiblossia idioceras
Hemiblossia idioceras es una especie de arácnido  del orden Solifugae de la familia Daesiidae.

## Distribución geográfica
Se encuentra en el sur de África.